# Thomas Bickel
Thomas Bickel, švicarski nogometaš, * 6. oktober 1963, Aarberg, Švica.
Za švicarsko reprezentanco je odigral 52 uradnih tekem in dosegel pet golov.